# Platycoelia aenigma
Platycoelia aenigma är en skalbaggsart som beskrevs av Smith 2003. Platycoelia aenigma ingår i släktet Platycoelia och familjen Rutelidae. Inga underarter finns listade i Catalogue of Life.